# Kościół św. Antoniego Padewskiego w Warszawie (Stara Miłosna)
Kościół św. Antoniego Padewskiego w Warszawie – kościół filialny parafii rzymskokatolickiej Najświętszego Serca Pana Jezusa w Warszawie.

## Historia
Kościół św. Antoniego Padewskiego w Starej Miłośnie został pierwotnie wybudowany w 1916 jako drewniana kaplica w Rokitnie. Architektem był Bronisław Gajewski, a cieślą Wacław Wędrowski. Służył tam jako miejsce kultu w okresie odbudowy ze zniszczeń wojennych barokowego kościoła Wniebowzięcia Najświętszej Maryi Panny.
Po II wojnie światowej został rozebrany i przewieziony do Starej Miłosny. Tutaj w 1950 został ponownie zmontowany w stylu ludowego baroku nawiązującego do stylu zakopiańskiego według projektu Stanisława Marzyńskiego i stał się kościołem parafialnym Starej Miłosny. Procesem tym kierował ówczesny proboszcz Stanisław Witkowski. W ten sposób udało się obejść zakaz odbudowy kościoła parafialnego spalonego w czasie wojny. 6 sierpnia 1950 został poświęcony przez prymasa Stefana Wyszyńskiego.
W 1984 kościół wraz z przykościelnym cmentarzem został wpisany do rejestru zabytków pod numerem 1249-A z 1984-10-15. Podczas tworzenia gminnej ewidencji zabytków Warszawy w 2012 kościół otrzymał numer ewidencyjny WES17001, a w 2019 dodatkowo wpisano do niej cmentarz pod numerem WES35274. Całość nosi nazwę „Kościół św. Antoniego Padewskiego (wraz z cmentarzem kościelnym z występującą na nim zielenią w granicach ogrodzenia”
22 stycznia 2006 roku wnętrze kościoła uległo poważnemu zniszczeniu na skutek pożaru. Spaliły się m.in. organy. Podczas renowacji odkryto starszą polichromię autorstwa Wincentego Kiliana i Zygmunta Wieniawy-Markiewicza.
W latach 2010–16 na południowy wschód od kościoła wybudowano nowy kościół zaprojektowany przez Piotra Pytasza i Michała Bałasza, który przejął funkcję kościoła parafialnego.

## Położenie
Kościół znajduje się w Starej Miłośnie przy ulicy Borkowskiej 1. Ulokowano go po wschodniej stronie ulicy na niedużym wzniesieniu. Początkowo po przeciwnej stronie posesji znajdowały się piaszczyste drogi, później wytyczono ulice Sagalli i Jana Pawła II. Kościół znajduje się ok. 500 m od miejsca po poprzednim.
Obok kościoła, po wschodniej stronie znajduje się drewniana dzwonnica. Ogrodzenie żeliwne z granitowymi słupkami. Teren zadrzewiony. Obok kościoła znajdują się również kamienie pamiątkowe na cześć żołnierzy różnych formacji II wojny światowej i Kazimierza Dąbrowskiego. Wybudowano też grotę Matki Bożej upamiętniającą rocznicę ogłoszenia dogmatu o wniebowzięciu Maryi.

## Architektura
Styl architektoniczny określany jest jako nawiązujący do ludowego baroku, a dokładniej do architektury podhalańskiej. Budynek jest zbudowany z drewna w konstrukcji sumikowo-łątkowej, a osadzony na granitowej podmurówce. Więźba dachowa stolcowo-kleszczowa. Dach kryty gontem, przy czym przez pewien czas kryty był eternitem i dachówką. Na dachu znajdują się dwie kryte blachą sygnaturki. Większa, w północnej części na planie ośmioboku z hełmem cebulastym i glorietą, w której pierwotnie znajdował się posążek przedstawiający św. Floriana. Mniejsza, w południowej, z daszkiem namiotowym.
Bryła budynku jednokondygnacyjna z niższym prezbiterium, zorientowana na południe. Plan prostokątny. Prezbiterium kwadratowe, otoczone od wschodu zakrystią, a od pozostałych stron pomieszczeniami magazynowymi. Północna elewacja trzyosiowa. Przy niej znajduje się również trzyosiowa kruchta i dwuskrzydłowe drzwi wejściowe. Elewacja południowa dwuosiowa, ozdobiona krucyfiksem. Boczne elewacje dwupoziomowe, przy czym na wschodniej znajdują się drzwi do zakrystii. Schody na emporę znajdują się w bocznym pomieszczeniu.
Okna krosnowe, wielopolowe. Od jednodzielnych do trójdzielnych. Boczne okna duże, zwieńczone łukiem Tudorów. Na elewacji północnej i kruchcie okna zamknięte łukiem, a na szczycie wole oko.
Wnętrze pierwotnie było tynkowane, co zmieniono na boazerię, szalowaną pionowo do ⅓ wysokości, a poziomo wyżej, podobnie jak elewacja. Podłoga drewniana. W wyposażeniu pierwotnie znajdował się posąg św. Floriana w stylu baroku ludowego, przeniesiony później na plebanię. Część wyposażenia sprowadzono w latach 50. XX w. z innych kościołów. Barokowe figury na emporze przejęte z magazynów wojskowych prawdopodobnie pochodzą ze Śląska. Stacje drogi krzyżowej pochodzą z Rzeszowszczyzny, balustrada z kościoła Wizytek w Warszawie, drewniany żyrandol, później przeniesiony na plebanię, z warszawskiej synagogi. W wyposażeniu znajduje się m.in. krucyfiks autorstwa Jerzego Machaja, ludowa kopia obrazu Matki Boskiej Częstochowskiej. Sufit drewniany z płytkimi kasetonami i polichromią autorstwa Anny Grochalskiej z historią zbawienia. Na ołtarzu głównym znajduje się dębowy krucyfiks.

## Galeria

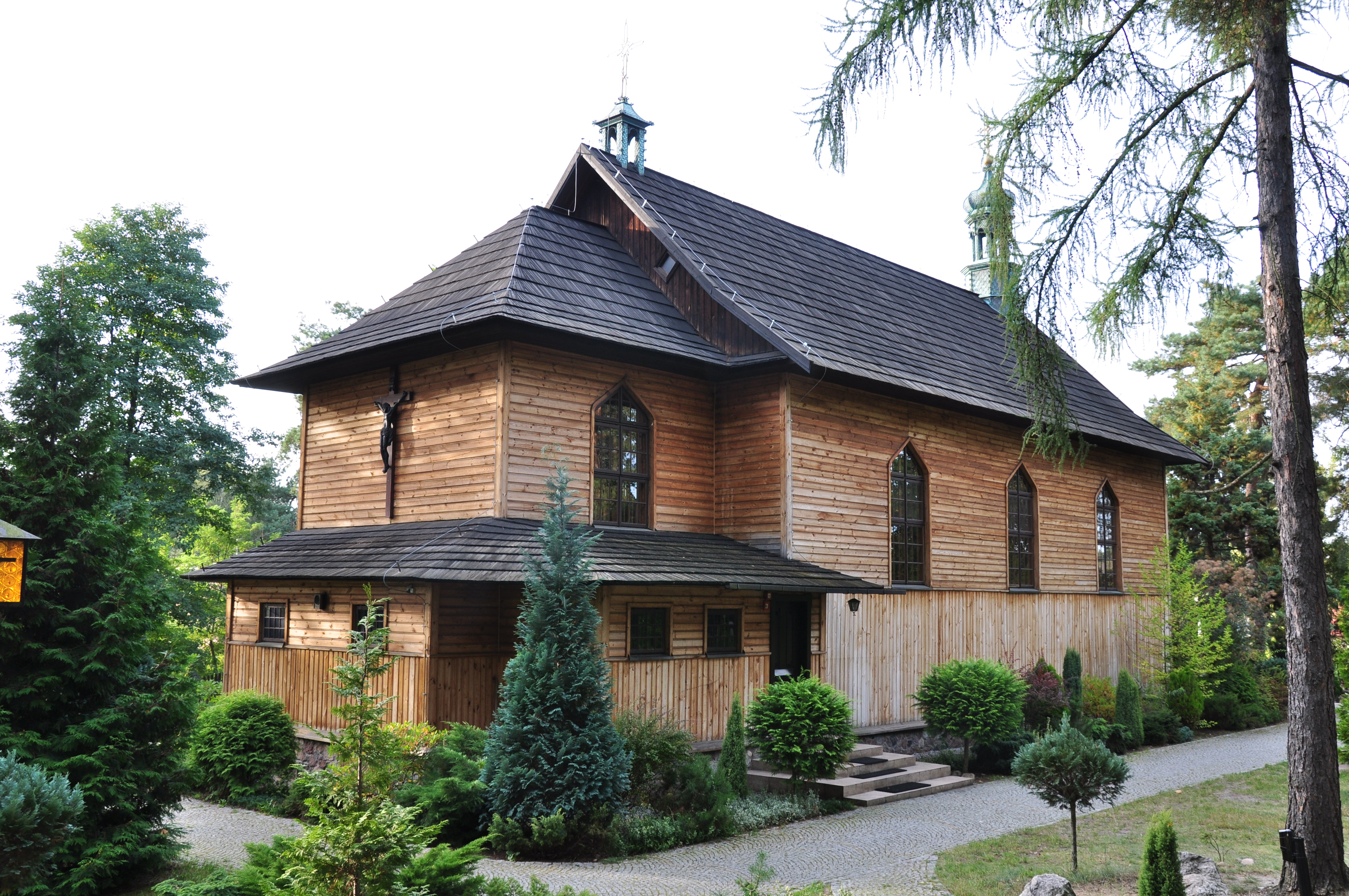
Wschodnia strona kościoła
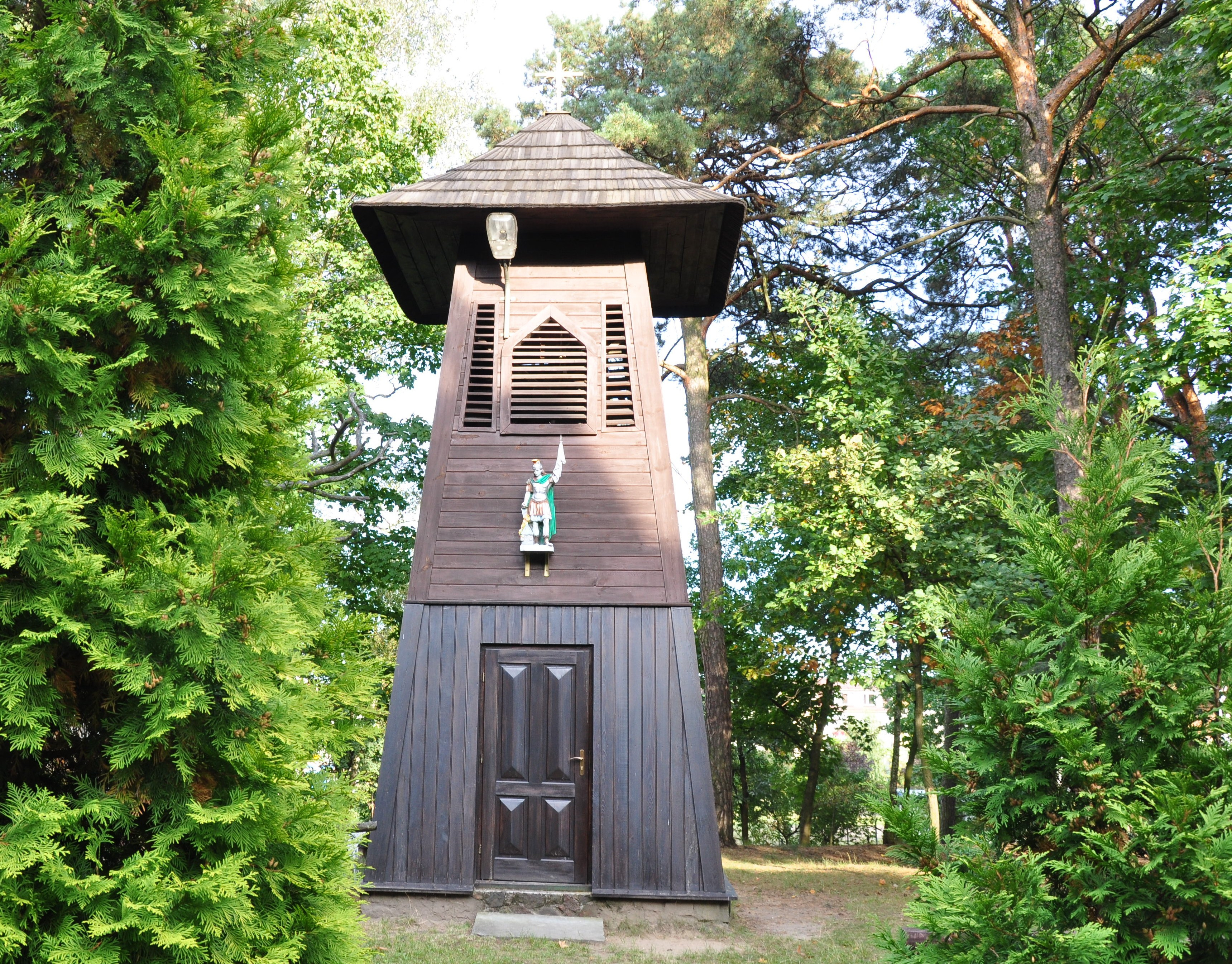
Dzwonnica
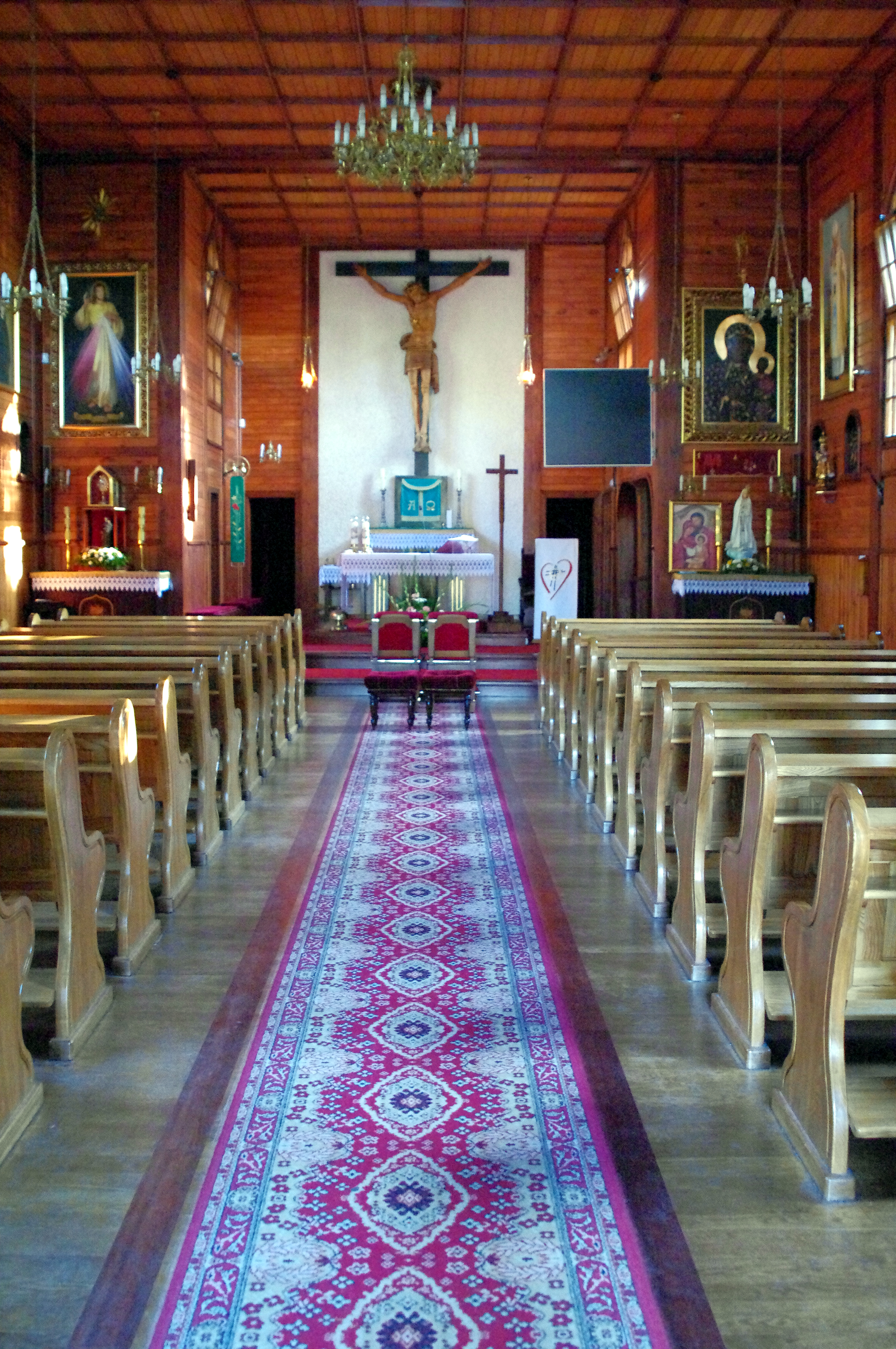
Wnętrze świątyni
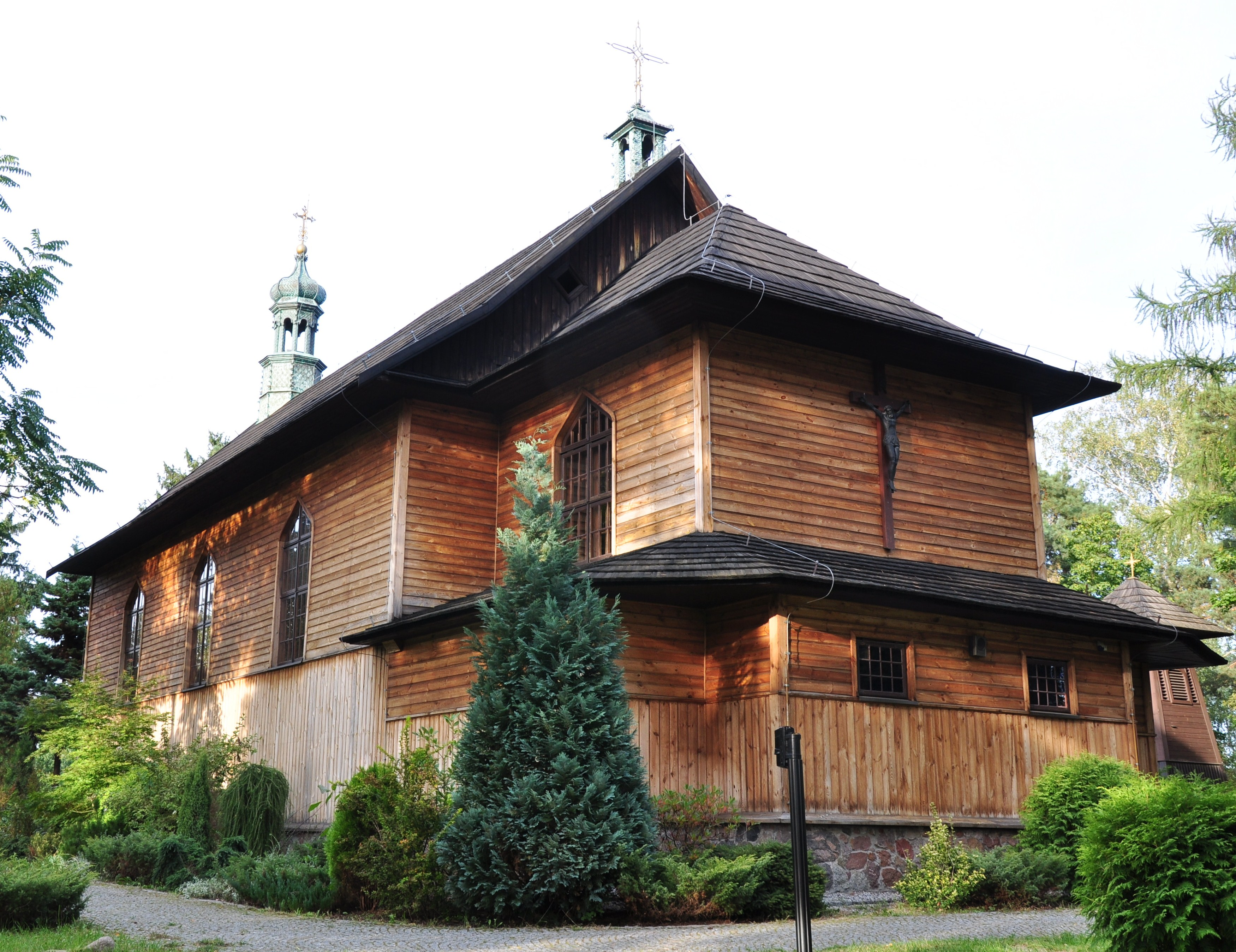
Strona zachodnia kościoła